# П'єтро Джермі
П'є́тро Дже́рмі (італ. Pietro Germi; 14 вересня 1914, Генуя — 5 грудня 1974, Рим) — італійський актор, сценарист, кінорежисер.

## Життєпис
Закінчив Експериментальний центр кінематографії в Римі.
Перший сценарій — «Retroscena» (1939). Режисерський дебют — фільм «Свідок» (1946, премія «Срібна стрічка», 1946).
Найкращі фільми, що стали класикою неореалізму — «В ім'я закону» («Під небом Сицилії», 1950, премія на МКФ в Західному Берліні), «Місто захищається» (1951, премія на МКФ у Венеції).  
З 1946 року — виступав як актор («Montecassino»). Продемонстрував великий акторський талант, зігравши головні ролі в декількох своїх фільмах: «Машиніст» (Андреа Маркоччі, 1956, премія на МКФ з Сан-Себастьяні), «Безхарактерний чоловік» (Андреа, 1958) і «Проклята плутанина» (інспектор Чиччо Інгравало, 1959). Знімався і в фільмах режисерів Сольдаті, Даміані, Болоньїні.  
У 60-і роки знімав сатиричні комедії і в різних аспектах розглядав проблеми любові і шлюбу: «Розлучення по-італійськи» (1961, премія «Оскар» за сценарій, премія на МКФ в Канні, 1962), «Пані та панове» (1966, Золота пальмова гілка на МКФ в Канні), «Серафіно» (1968, Головний приз на МКФ в Москві, 1969). Написав сценарії всіх своїх фільмів.  
У 1974 році працював над фільмом «Мої друзі» (1975), який після смерті П'єтро Джермі, в 1975 році, закінчив режисер Маріо Монічеллі.

## Фільмографія
- 1949 — «Шлях надії»
- 1950 — «В ім'я закону»
- 1958 — Людина з соломи
- 1961 — «Розлучення по-італійськи»
- 1966 — «Пані та панове» / (Signore & signori)
- 1968 — «Серафіно»
- 1972 — «Альфредо, Альфредо»